# Кулиев, Эйюб Рамиз оглы
Эйюб Рамиз оглы Кулиев (род. 26 июля 1984 года, Баку, Азербайджанская ССР, СССР)— азербайджанский дирижёр. Главный дирижёр и музыкальный руководитель Государственного театра оперы и балета Азербайджана, главный приглашенный дирижёр Кунминского филармонического оркестра (Китай), Заслуженный артист Азербайджана (2017), лауреат Президентской Премии, лауреат международных конкурсов.

## Биография
Родился 26 июля 1984 года в Баку. В возрасте 15-и лет поступил в Бакинскую музыкальную академию. В 2005 году окончил её с отличием. В 2005 — 2008 годы учился в аспирантуре Санкт-Петербургской государственной консерватории (кафедра оперно-симфонического дирижирования, у профессора А.И. Полищука).
В 2008 — 2010 годы стажировался в Венском университете музыки и исполнительского искусства (класс проф. Марка Стрингера) и Европейской Музыкальной Академии в Чехии (класс проф. Иоганнеса Шлефли). В 2006 — 2010 годы участвовал в мастер-классах профессора Михаила Юровского, Юрия Симонова, Дэниела Хардинга и Риккардо Капассо.
Является доцентом Бакинской музыкальной академии.
В 1998 году в соответствии с указом Президента Азербайджана его имя занесено в Золотую книгу молодых талантов. Также удостоился президентской стипендии.
В 2002 году стал лауреатом премии «Лучший музыкант года» фонда «Друзья культуры Азербайджана».
Сотрудничал с Королевским филармоническим оркестром Великобритании, Филармоническим оркестром Радио Франции, «Hamburg Klassik», Оркестром Ламурё (Франция), оркестром «Helios», Венским камерным оркестром, Wiener Consilium,  Симфоническим оркестром Артуро Тосканини, оркестром Джулиардской консерватории Нью-Йорка, Филармоническим оркестром Словакии, симфоническим оркестром "Colours" (Греция), филармоническими оркестрами Китая Сычуань и Кунмин (с 2018 года главный приглашенный дирижер оркестра ), камерным оркестром "Дунай" и национальным симфоническим оркестром Венгрии, Российским национальным оркестром, Московским филармоническим оркестром, оркестром "Русская филармония", оркестром Мариинского театра, оркестром имени С. Рихтера (Москва), оркестром Капеллы Санкт-Петербурга, Академическим филармоническим оркестром Санкт-Петербурга, Государственным симфоническим оркестром Санкт-Петербурга, оркестром Новосибирской филармонии, оркестром Калининградской филармонии, камерным оркестром Смоленской филармонии, оркестром Эрмитажа "Камерата" Санкт-Петербурга, филармоническим оркестром Загреба, Северо-чешским филармоническим оркестром, филармоническими оркестрами Подлязии, Люблина, Вроцлава, Гданьск, Ченстоховы, Катовиц, Кошалина, Сопота и Кельца (Польша), Билькенстким оркестром (Турция), Президентским симфоническим оркестром Турции, оркестром города Бурса (Турция), Национальным оркестром Литвы, Государственным оркестром Республики Беларусь, филармоническим оркестром Молдовы, Государственным оркестром Киргизии, филармоническим оркестром Казахстана, оркестром "Крайова" Румынии, камерным оркестром им. Богдана Вархала Словакской филармонии, филармоническим оркестр Йоханнесбурга, оркестром театров оперы Киева и Донецка.
Принимал участие в оперных и балетных спектаклях в Михайловском театре Санкт-Петербурга, Национальном оперном театра Сербии, Оперном театре им. Э. Теодорини (Румыния), оперном театре Вроцлава в Польше.
Является музыкальным руководителем премьерных спектаклей в Азербайджанском оперном театре, таких как опера "Алпамыс" Е. Рахмадиева (2013), "Свадьба Фигаро" В. Моцарта (2014), "Бал-маскарад" Дж. Верди (2015), опера "Интизар" ("Ожидание") Ф. Ализаде (2017), балет "Гойя" К. Караева и Ф. Караева (2018).
Под его руководством состоялась премьера балета "Любовь и смерть" П. Бюль-Бюльоглу в Большом театре Республки Беларусь (2017) и классическая версия балета "Жизель" в театре Вроцлава в Польше (2018).
В феврале 2010 года состоялся дебют в США на концерте "Шесть восходящих звезд" в Карнеги холле, в 2014 - "Концертхаузе" в Вене (Австрия), в театре "Елисейских полей" в Париже (2015) и "Лайзехалле" в Гамбурге (2018).
В октябре 2024 года являлся членом жюри XXVII Международного конкурса вокалистов имени М. И. Глинки.

## Международные конкурсы
В 2006 году занял первое место и получил «Приз оркестра» на IV Международном конкурсе дирижеров им. В. Лютославского в Польше, диплом на конкурсе имени Л. Матачича в Загребе (2007), специальный приз оркестра «Orchestra Preference Award» на конкурсе имени Д. Митропулоса в Афинах (2008), Первую премию на конкурсе дирижеров в Крайова (Румыния), Гран-При и «Приз Джузеппе Синополи» на IX международном конкурсе имени А. Тосканини в Парме (Италия) и II премию на конкурсе «Debut in Laeszhalle» в Гамбурге.
В 2011 году в качестве победителя конкурса руководил филармоническим оркестром Тосканини во время гастролей коллектива в Италии и Испании. В 2009 году удостоен Приза зрительских симпатий (Audience Preference Award) на международном фестивале «Музыкальный Олимп» в Санкт-Петербурге.

## Концертная деятельность
В 1997 году принимал участие в юбилейных торжествах виолончелиста Мстислава Ростроповича в Баку и Москве.
В мае 2006 года состоялся дебют в качестве оперного дирижера в Санкт-Петербургском академическом театра оперы и балета ("Свадьба Фигаро" В.Моцарта).
В 2011 году был приглашен в Азербайджанский государственный академический театр оперы и балета на должность дирижера высшей квалификации. С 2013 по 2017 год являлся главным приглашённым дирижером Северо-Кавказской государственной академической филармонии имени В. И. Сафонова
В ноябре 2018 года назначен на должность музыкального руководителя и главного дирижера Государственного академического театра оперы и балета Азербайджана.

## Премии
В 2006 году стал лауреатом премии «Достижение Года» Международного культурного центра. В 2009 году удостоен Государственной премии «Zirvə» («Вершина») Министерства культуры Азербайджана.

## Награды
- Имя Эйюба Кулиева, в соответствии с указом Президента Азербайджана Гейдара Алиева, занесено в «Золотую книгу молодых талантов Азербайджана» (Азербайджан, 1998 год) (он является одним из пяти молодых музыкантов страны, занесённых в эту книгу).
- Премия «Лучший студент года» фонда «Друзей культуры Азербайджана» (2002 год).
- I премия и Специальный приз на IV Международном конкурсе имени В. Лютославcкого в Белостоке (Польша, 2006 год)
- Премия «Достижение» международного культурного центра Азербайджана (декабрь 2006 года)
- Специальный приз оркестра (англ. Orchestra Preference Award) на IX Международном конкурсе дирижёров им. Д. Митропулоса в Афинах (Греция, ноябрь 2008 года)
- I премия на Международном конкурсе дирижёров «Craiova» (Румыния, октябрь 2009 года)
- Международный музыкальный приз «Audience Preference Award» («Приз зрительских симпатий») на фестивале «Музыкальный Олимп» (Санкт-Петербург, дважды, в 2008 и 2009 годах)[5].
- Награда «Вершина-2008» Министерства культуры и туризма Азербайджана (2009 год)
- Первая премия и Приз Джузеппе Синополи — высшая награда на IX Международном конкурсе дирижёров имени А. Тосканини в Парме (Италия, 2010 год).
- Юбилейная медаль Молдавской государственной филармонии (Молдавия, 2010 год)[6]
- Вторая премия на конкурсе "Дебют в Лайзехалле" в Гамбурге (2018 год)
- Медаль организации Тюрксой (Казахстан, 2014 год)[7].
- Премия Президента Азербайджанской Республики для деятелей искусств (Распоряжение Президента Азербайджана от 30 апреля 2014 года)[8]
- Премия «Хумай» (2015)
- Заслуженный артист Азербайджана (2017)
- диплом международного фестиваля "Лето в Большом"  (Большой театр оперы и балета Республики Беларусь) (2018)
- Почетная грамота Министерства культуры Киргизии (2018)
- золотая медаль "Гейдара Алиева" культурного центра Азербайджанской диаспоры (2018)
- почетная грамота Конфедерации профсоюзов Азербайджанской Республики (2018-2019)
- Золотой крест Заслуги (Венгрия, 2020)[9]